# Villa Lante
För trädgårdsanläggningen i Bagnaia, se Villa Lante (Bagnaia).

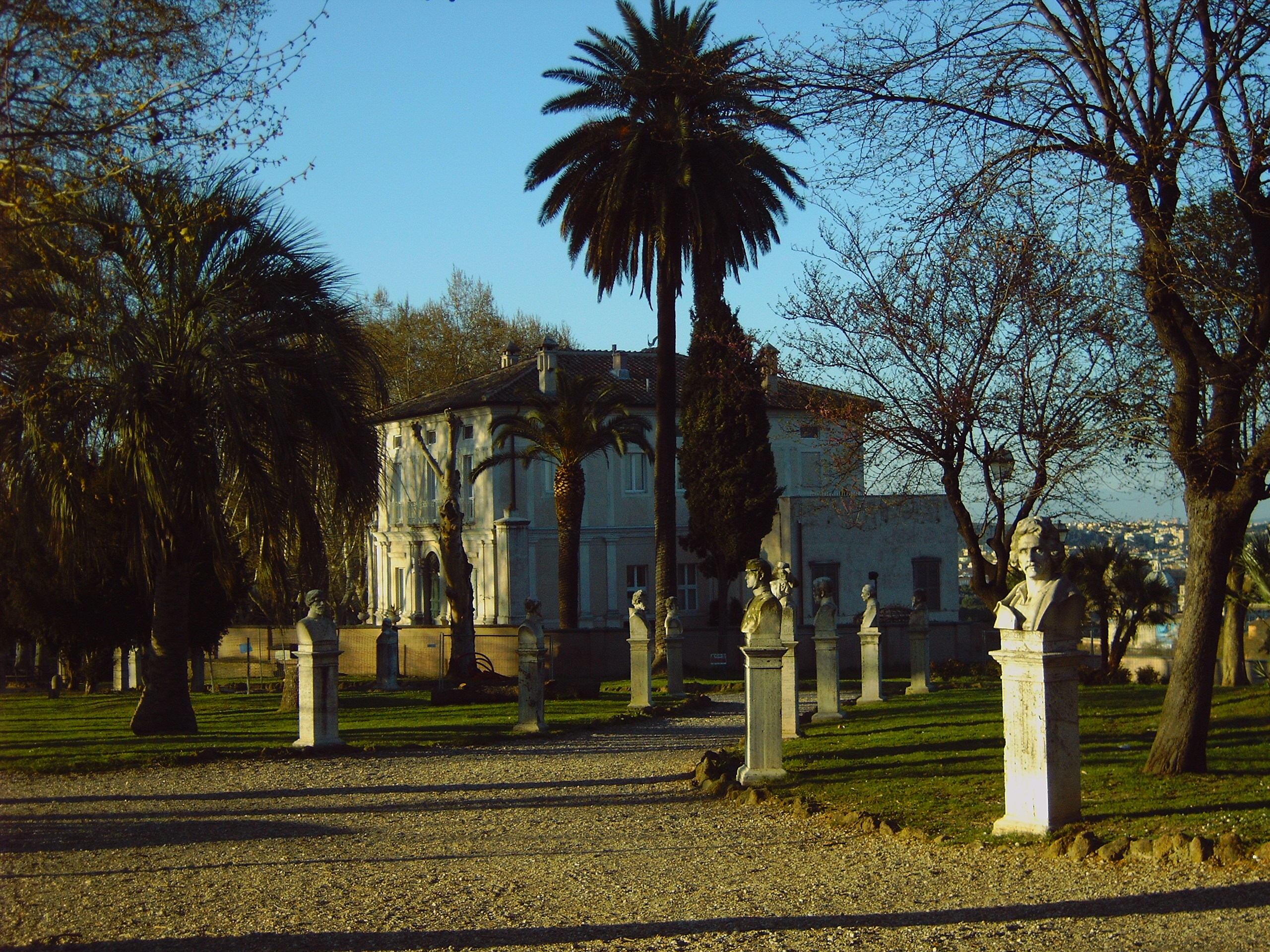
Villa Lante sedd från parken på Gianicolo (Janiculum)

Villa Lante (Villa Lante al Gianicolo) är en byggnad i sydvästra Rom där Finlands Rominstitut (Institutum Romanum Finlandiae) verkar. 
Renässansvillan färdigställdes på kullen Janiculum omkring 1527 och arkitekten torde ha varit Giulio Romano, som veterligen åtminstone målat freskerna i paradvåningen piano nobile. Ursprunglig beställare var Baldassare Turini, som var påve Leo X:s sekreterare. Sitt namn har huset fått av släkten Lante som länge ägde det. Från terrassen har man utsikt över hela Rom. 
Genom en generös donation av Amos Anderson kunde finska staten 1950 köpa byggnaden för att grunda ett forskningsinstitut kring antikens historia. I boken Finland och den eviga staden motiverar Anderson donationen bland annat så här:
"Under ett långt liv har jag gjort många erfarenheter som pekar på den oerhörda betydelsen av vårt med västerlandet gemensamma arv från antiken, och flitigt företagna resor till utlandet har lärt mig på vilket smärtsamt sätt frånvaro av kunskaper om denna stora epok kan ge sig till känna...att man utan (minnena från antiken) inte kan uppnå en verklig inlevelse ens i det moderna samhällslivet."
Institutet, som efter omfattande restaureringsarbeten kunde invigas 1954, har bland annat ett omfattande bibliotek, och många framstående forskare har verkat där.

## Några kända forskare som varit föreståndare för institutet
- Torsten Steinby
- Henrik Zilliacus
- Veikko Väänänen
- Patrick Bruun
- Kaj Sandberg
- Heikki Solin
- Margareta Steinby
- Jaakko Suolahti
- Päivi Setälä
- Christer Bruun